# Omar Abada
Omar Abada (in arabo عمر عبادة‎?; Tunisi, 20 aprile 1993) è un cestista tunisino.

## Carriera
Con la Tunisia ha disputato i Campionati mondiali del 2019 e tre edizioni dei Campionati africani (2015, 2017, 2021).